# Арутюнян, Микаел Арутюнович
Микае́л Арутю́нович Арутюня́н (арм. Միքայել Հարությունի Հարությունյան; род. 10 февраля 1946, село Сагиян, Шемахинский район, АзССР, СССР) — армянский военный и государственный деятель. Министр обороны Республики Армения (2007—2008), генерал-полковник (2002).

## Биография
- 1963—1967 — Бакинское высшее общевойсковое командное училище имени Верховного Совета Азербайджанской ССР .
- 1967—1971 — проходил военную службу в Советской Армии командиром взвода.
- 1971—1973 — командир разведроты.
- 1973—1976 — Военная академия имени М.Фрунзе.
- 1976—1982 — начальник разведки мотострелковой ереванской дивизии.
- 1982—1983 — начальник разведки кутаиского армейского корпуса, а в 1983—1986 — заместитель начальника штаба-начальник разведки 7 Гвардейской армии ЗакВО.
- 1986—1988 — Военная академия Генерального штаба Вооружённых сил СССР.
- 1988—1992 — старший преподаватель Военной Академии Генерального штаба Вооружённых Сил СССР.
- С 1992 — первый заместитель начальника Генерального штаба[англ.] Вооружённых сил Армении, начальник Оперативного управления.
- 1992—1994 — первый заместитель начальника Генерального штаба[англ.] Вооружённых сил Армении.
- 1994—2007 — начальник Генерального штаба[англ.] Вооружённых сил Армении, первый заместитель Министра Обороны Армении. Генерал-майор (1994), генерал-лейтенант (1996), генерал-полковник (2002).
- 2007—2008 — министр обороны Армении.
- С апреля 2008 — главный военный инспектор при Президенте Армении.
- Академик РАЕН (2000).

В 2018 году объявлен в розыск по подозрению в соучастии в расстреле демонстрантов в марте 2008 года. Живёт в России. В августе 2018 года Россия отклонила запрос армянской стороны об экстрадиции Арутюняна в Армению.

## Награды
- Орден «За заслуги перед Отечеством» 2 степени (17 сентября 2016) — по случаю 25-летия Независимости Республики Армения, за значительный вклад в укрепление обороноспособности Родины и строительство армии[2]
- Орден «За службу Родине в Вооружённых Силах СССР» 3-й степени,
- Орден Боевого Креста 2-й степени,
- Орден Боевого Креста 2-й степени (НКР),
- Орден Святого Месропа Маштоца (НКР),
- Орден Вардана Мамиконяна,
- Офицер Ордена «Легион почёта»,
- Медаль «За боевые заслуги»,
- Медаль «За заслуги перед Отечеством» 1-й степени,
- Медаль Маршала Баграмяна,
- Медаль Андраника Озаняна,
- Медали «За безупречную службу» 1-й и 2-й степеней,
- Медаль «За укрепление боевого содружества»,
- Памятная медаль «Герб»,
- Памятная медаль премьер-министра Республики Армения и именное оружие,
- Орден Армянской апостольской церкви «Святой Нерсес Шнорали»,
- Медали СССР.